# Le Mans 24-timmars 1998
Le Mans 24-timmars 1998 vanns av Porsche, med Allan McNish, Laurent Aïello och Stéphane Ortelli som förare.

## Resultat
| Plats | Förare                                           | Märke   | Varv |
| ----- | ------------------------------------------------ | ------- | ---- |
| 1     | Allan McNish Laurent Aïello Stéphane Ortelli     | Porsche | 352  |
| 2     | Jörg Müller Uwe Alzen Bob Wollek                 | Porsche | 350  |
| 3     | Aguri Suzuki Kazuyoshi Hoshino Masahiko Kageyama | Nissan  | 347  |
| 4     | Steve O'Rourke Tim Sudgen Bill Auberlen          | McLaren | 343  |
| 5     | John Nielsen Michael Krumm Franck Lagorce        | Nissan  | 342  |
| 6     | Andrea Montermini Érik Comas Jan Lammers         | Nissan  | 342  |